# William Rotich
William Todoo Rotich (1980) is een Keniaanse langeafstandsloper, die gespecialiseerd is in de halve marathon en de marathon.
In 2006 won hij de halve marathon van Ostia in persoonlijk record van 1:00.12. Hij versloeg hiermee zijn landgenoot Evans Cheruiyot en eveneens , die eveneens door Gabriele Rosa getraind wordt, met slechts twee seconden. De atleten werden gedurende de hele wedstrijd, maar vooral de laatste 2 km langs de kust flink gehinderd door de sterke wind. Na afloop gaf hij te kennen: "We hadden 59.45 kunnen lopen [...] Ik ben erg tevreden. Afgelopen jaar werd ik verslagen door James Kwambai, dus ik wilde vandaag niet opnieuw verliezen. Het was zwaar tegen de wind, maar het is me gelukt" Zijn persoonlijk record evenaarde hij een jaar later met een vierde plaats op de halve marathon van Berlijn.
Zijn grootste succes behaalde hij in 2007 met het winnen van de marathon van Dubai in een persoonlijk record van 2:09.53. Verder werd hij vijfde op de marathon van Venetië (2006) en marathon van Wenen (2007).

## Persoonlijke records
| Onderdeel      | Prestatie | Datum           | Plaats  |
| -------------- | --------- | --------------- | ------- |
| 10 km          | 28.24     | 6 april 2008    | Berlijn |
| halve marathon | 1:00.12   | 5 maart 2006    | Ostia   |
| marathon       | 2:09.53   | 12 januari 2007 | Dubai   |

## Prestaties

### Halve marathon
- 2004: 4e Halve marathon van Eldoret - 1:01.45
- 2006:  Halve marathon van Ostia - 1:00.12
- 2006:  Halve marathon van Udine - 1:00.33
- 2006:  Halve marathon van Eldoret - 1:01.48
- 2007:  Halve marathon van Porto - 1:01.48
- 2008: 4e Halve marathon van Berlijn - 1:00.12

### Marathon
- 2005: 13e Marathon van Eindhoven - 2:14.50
- 2006: 5e Marathon van Venetië - 2:11.31
- 2007:  Marathon van Dubai - 2:09.53
- 2007: 5e Marathon van Wenen - 2:12.37
- 2008: 10e Marathon van Dubai - 2:12.20
- 2008: 4e Marathon van Wenen - 2:12.18
- 2009: 4e Gold Coast marathon - 2:19.08
- 2009: 7e marathon van Kosice - 2:17.15
- 2010: 8e marathon van Milaan - 2:17.28